# Хісамі Канае
Хісамі Канае (нар. 28 січня 1987) — колишня японська тенісистка.
Найвищу одиночну позицію світового рейтингу — 393 місце досягла 7 листопада 2011, парну — 139 місце — 10 жовтня 2016 року.
Здобула 3 одиночні та 8 парних титулів туру ITF.

## Фінали турнірів WTA 125

### Парний розряд: 1 (титул)
| Результат | Дата              | Турнір                     | Покриття  | Партнерка       | Суперниці                       | Рахунок  |
| --------- | ----------------- | -------------------------- | --------- | --------------- | ------------------------------- | -------- |
| Перемога  | 21 листопада 2015 | Taipei Challenger, Тайвань | Килим (i) | Котомі Такахата | Марина Мельникова Елісе Мертенс | 6–1, 6–2 |

## Фінали ITF

### Одиночний розряд: 5 (3–2)
| Легенда          |
| ---------------- |
| турніри $100,000 |
| турніри $75,000  |
| турніри $50,000  |
| турніри $25,000  |
| турніри $10,000  |

| Фінали за покриттям |
| ------------------- |
| Тверде (2–1)        |
| Ґрунт (0–0)         |
| Трава (0–0)         |
| Килим (1–1)         |

| Результат | Ранг | Дата            | Турнір               | Покриття | Суперниця       | Рахунок          |
| --------- | ---- | --------------- | -------------------- | -------- | --------------- | ---------------- |
| Перемога  | 1.   | 6 червня 2005   | ITF Токіо, Японія    | Тверде   | Танака Марі     | 6–3, 6–3         |
| Поразка   | 1.   | 18 вересня 2005 | ITF Хіросіма, Японія | Килим    | Такаґісі Томойо | 3–6, 6–7(4)      |
| Перемога  | 2.   | 14 серпня 2006  | ITF Токіо, Японія    | Тверде   | Мікі Міямура    | 6–4, 6–2         |
| Перемога  | 3.   | 20 березня 2011 | ITF Міядзакі, Японія | Килим    | Емі Мутагуті    | 6–3, 6–1         |
| Поразка   | 2.   | 9 січня 2013    | ITF Тайбей, Тайвань  | Тверде   | Лі Ясюань       | 7–6(6), 2–6, 4–6 |

### Парний розряд: 21 (10–11)
| Легенда          |
| ---------------- |
| турніри $100,000 |
| турніри $75,000  |
| турніри $50,000  |
| турніри $25,000  |
| турніри $10,000  |

| Фінали за покриттям |
| ------------------- |
| Тверде (6–5)        |
| Ґрунт (0–2)         |
| Трава (2–3)         |
| Килим (2–1)         |

| Результат | Ранг | Дата              | Турнір                              | Покриття | Партнерка           | Суперниці                          | Рахунок              |
| --------- | ---- | ----------------- | ----------------------------------- | -------- | ------------------- | ---------------------------------- | -------------------- |
| Перемога  | 1.   | 25 жовтня 2008    | ITF Хаманако, Японія                | Килим    | Косіро Юріна        | Намігата Дзюнрі Акіко Йонемура     | 7–5, 6–4             |
| Поразка   | 1.   | 20 листопада 2010 | ITF Хіого, Японія                   | Килим    | Косіро Юріна        | Огі Тінамі Сіхо Отаке              | 5–7, 2–6             |
| Перемога  | 2.   | 21 лютого 2011    | ITF Мумбаї, Індія                   | Тверде   | Лі Тін              | Хан Сон Хі Варатчая Вонгтінчай     | 6–1, 7–5             |
| Перемога  | 3.   | 19 червня 2011    | ITF Балікпапан, Індонезія           | Тверде   | Варатчая Вонгтінчай | Сема Юріка Нацумі Хамамура         | 6–3, 6–2             |
| Перемога  | 4.   | 11 вересня 2011   | ITF Nato, Японія                    | Килим    | Варатчая Вонгтінчай | Ока Аюмі Хамамура Нацумі           | 1–6, 7–6(4), [14–12] |
| Поразка   | 2.   | 18 березня 2012   | ITF Міядзакі, Японія                | Трава    | Міядзакі Юмі        | Хірото Кувата Іноуе Акарі          | 3–6, 0–6             |
| Перемога  | 5.   | 25 лютого 2013    | Kurume Cup, Японія                  | Трава    | Танака Марі         | Фудзівара Ріка Омае Акіко          | 6–4, 7–6             |
| Поразка   | 3.   | 15 липня 2013     | ITF Вокінг, Велика Британія         | Тверде   | Танака Марі         | Тара Мур Марта Сироткіна           | 6–4, 1–6, [7–10]     |
| Перемога  | 6.   | 22 липня 2013     | ITF Рексем, Велика Британія         | Тверде   | Танака Марі         | Мелані Саут Анна Сміт              | 6–3, 7–6             |
| Поразка   | 4.   | 19 травня 2014    | ITF Каруїдзава, Японія              | Трава    | Окадауе Тіакі       | Намігата Дзюнрі Акіко Йонемура     | 2–6, 5–7             |
| Поразка   | 5.   | 29 березня 2015   | ITF Нісі-Тама, Японія               | Тверде   | Котомі Такахата     | Кьока Окамура Йонемура Акіко       | 6–2, 2–6, [5–10]     |
| Перемога  | 7.   | 1 червня 2015     | ITF Аріаке, Японія                  | Тверде   | Такахата Котомі     | Юкі Крістіна Ченґ Нодзомі Фудзіока | 6–4, 6–4             |
| Поразка   | 6.   | 6 липня 2015      | ITF Бангкок, Таїланд                | Тверде   | Такахата Котомі     | Хань Сіньюнь Чжан Кайлінь          | 3–6, 4–6             |
| Поразка   | 7.   | 18 липня 2015     | ITF Бангкок, Таїланд                | Тверде   | Такахата Котомі     | Омае Акіко Еріка Сема              | 6–4, 3–6, [9–11]     |
| Перемога  | 8.   | 17 жовтня 2015    | ITF Макінохара, Японія              | Трава    | Такахата Котомі     | Юкіна Сайґо Ена Сібахара           | 6–4, 6–1             |
| Поразка   | 8.   | 24 жовтня 2015    | ITF Хамамацу, Японія                | Трава    | Такахата Котомі     | Мана Аюкава Ніномія Макото         | 6–0, 3–6, [4–10]     |
| Поразка   | 9.   | 20 березня 2016   | Clay Court International, Австралія | Ґрунт    | Варатчая Вонгтінчай | Ешлі Барті Аріна Родіонова         | 4–6, 2–6             |
| Поразка   | 10.  | 2 квітня 2016     | Kōfu International Open, Японія     | Тверде   | Такахата Котомі     | Аояма Сюко Хаясі Еріна             | 5–7, 5–7             |
| Перемога  | 9.   | 12 червня 2016    | ITF Токіо, Японія                   | Тверде   | Такахата Котомі     | Лізетт Кабрера Міхару Іманісі      | 6–1, 6–4             |
| Поразка   | 11.  | 10 липня 2016     | Reinert Open, Німеччина             | Ґрунт    | Такахата Котомі     | Натела Дзаламідзе Валерія Страхова | 2–6, 1–6             |
| Перемога  | 10.  | 2 жовтня 2016     | ITF Іїдзука, Японія                 | Тверде   | Такахата Котомі     | Іманісі Міхару Омае Акіко          | 6–2, 3–6, [10–4]     |